# یواس‌اس ویرجینیا (۱۸۲۵)
یواس‌اس ویرجینیا (۱۸۲۵) (به انگلیسی: USS Virginia (1825)) یک کشتی بود که طول آن ۱۹۷ فوت ۲ اینچ (۶۰٫۱۰ متر) بود. این کشتی در سال ۱۸۲۵ ساخته شد.